# Aeropuerto Internacional de Kazán

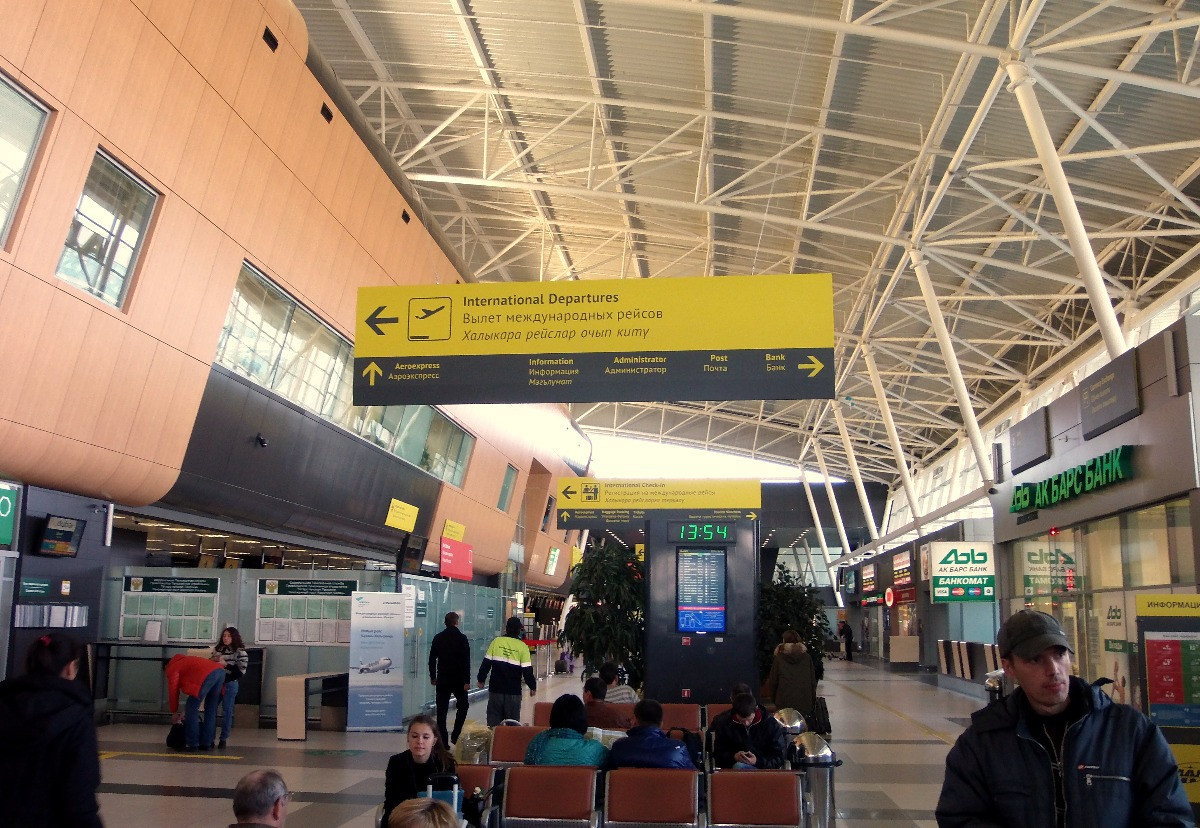
Interior de la moderna Terminal 1 A.

El Aeropuerto Internacional de Kazán (en ruso: Международный аэропорт Казань, en tártaro: Казан Халыкара Аэропорты; IATA: KZN, ICAO: UWKD) es un aeropuerto de la ciudad rusa de Kazán, situado a unos 25 km al sureste del centro de la ciudad. Es el principal aeropuerto de Tartaristán y el decimoquinto más transitado de Rusia. El Aeropuerto de Kazañ sirve, además de a la propia ciudad, a 3,8 millones de ciudadanos de la región.

## Historia
El 15 de septiembre de 1979 se completó el aeropuerto conocido como Kazán 2. El 28 de septiembre de 1984, Kazán 1 (que se encuentra dentro de la ciudad) fue cerrado y Kazán 2 pasó a llamarse a Aeropuerto Doméstico de Kazán. El 21 de febrero de 1986 fue denominado Aeropuerto Internacional de Kazán. Este fue un anuncio drástico, ya que el Consejo de Ministros de la Unión Soviética en muy pocas ocasiones permitió a sus ciudadanos volar fuera del país.
En 1991, después de la caída de la Unión Soviética, la región de Tatarstán se separaron de la aerolínea nacional soviética, Aeroflot, y crearon Tatarstan Airlines. La aerolínea no consiguió los resultados esperados en sus 22 años de servicio y su licencia de explotación se terminó oficialmente el 31 de diciembre de 2013. El 26 de octubre de 1992, Kazan obtuvo su primer vuelo regular internacional: Kazan - Estambul - Kazan. El vuelo era (y sigue siendo) operado por Turkish Airlines y desde entonces se realizan 145 viajes anuales desde y hacia Estambul, haciendo de esta la ruta internacional más popular.
Gracias a la apertura de nuevas rutas y al aumento de vuelos en las ya existentes, el Aeropuerto de Kazán, a principios de diciembre de 2017 alcanzó la cifra récord de 2,5 millones de pasajeros transportados en menos de un año.

## Aerolíneas y destinos
Las siguientes aerolíneas tienen vuelos en el Aeropuerto Internacional de Kazán (a julio de 2013), todos ellos salen de la Terminal 1A:
| Aerolíneas                       | Destinos |
| -------------------------------- | --- |
| Aegean Airlines                  | Charter temporal: Corfu, Heraklion, Rodas |
| Aeroflot                         | Moscú-Sheremetyevo, Fráncfort del Meno |
| Aeroflot operado por Rossiya     | San Petersburgo |
| Ak Bars Aero                     | Astracán, Bakú, Belgorod, Cheliábinsk, Kirov, Kursk, Mineralnye Vody, Moscú-Domodedovo, Novosibirsk, Nizhny Novgorod, Novy Urengoy, Penza, Perm, Rostov del Don, Samara, Saransk, Sarátov, Sochi, San Petersburgo, Ekaterimburgo |
| Astra Airlines                   | Charter temporal: Salónica |
| Air Arabia                       | Sharjah |
| Air Astana                       | Almaty |
| Air Management Group             | Penza |
| Avia Traffic Company             | Biskek, Osh |
| Bulgaria Air                     | Charter temporal: Burgas |
| Centre-South                     | Samara |
| East Air                         | Qurghonteppa |
| Finnair operado por Flybe Nordic | Helsinki |
| flydubai                         | Dubái |
| Komiaviatrans                    | Syktyvkar |
| Nordwind Airlines                | Temporal: Hurghada |
| Orenair                          | Sochi Charter temporal: Sharm el-Sheikh |
| RusLine                          | Ekaterimburgo |
| S7 Airlines                      | Moscú-Domodedovo |
| Somon Air                        | Dusambé, Khudjand |
| Transaero Airlines               | Moscú-Domodedovo Temporal: Barcelona, Lárnaca |
| Turan Air                        | Bakú |
| Turkish Airlines                 | Estambul-Atatürk |
| Ural Airlines                    | Khudjand, Ekaterimburgo |
| UTair Aviation                   | Bakú, Moscú-Vnukovo, Ufa Charter temporal: Bangkok-Suvarnabhumi, Cam Ranh |
| Uzbekistan Airways               | Fergana, Samarcanda, Taskent |
| Vueling Airlines                 | Temporal: Barcelona |

## Conexiones
El aeropuerto tiene conexión por tren con la Estación de Kazán–Passazhirskaya, la principal estación de tren de Kazán.